# Rodolfo VII de Baden-Baden
Rodolfo VII de Baden-Baden (em alemão:  Rudolf VII. von Baden; † 1391), foi um nobre alemão, pertencente à Casa de Zähringen, e que foi Marquês de Baden-Baden de 1372 até à sua morte.

## Biografia
Rodolfo VII era o filho mais novo do marquês Rodolfo VI de Baden-Baden e de Matilde de Sponheim. Juntamente com o seu irmão mais velho Bernardo I concluiu um contrato de herança em 1380, de acordo com o qual a Marca poderia ser dividida apenas entre descendestes masculinos e durante as duas gerações seguintes. Após o acordo, Rodolfo governou as áreas meridionais de Ettlingen, passando por Rastatt até Baden-Baden; e Bernardo as áreas mais a norte á volta de Durlach e Pforzheim.
Em 1380, Rastatt recebeu um novo foral de Rodolfo VII, que deu à cidade uma considerável autonomia. Rastatt, que tinha um importante mercado de vinhos, madeira e sal, teve um governo municipal com um presidente e 12 vereadores. A jurisdição cabia a um oficial de justiça nomeado pelo margrave, assistido por 12 juizes indicados pelos cidadãos. O comércio de sal, no qual Rastatt detinha um monopólio, era tão importante que a Marca de Baden-Baden protegia-o recebendo parte dos lucros.
Rodolfo VII morreu solteiro e sem descendência, pelo que os seus estados foram herdados pelo irmão Bernardo I. 